# Plante aromatique
Pour les articles homonymes, voir aromatique.

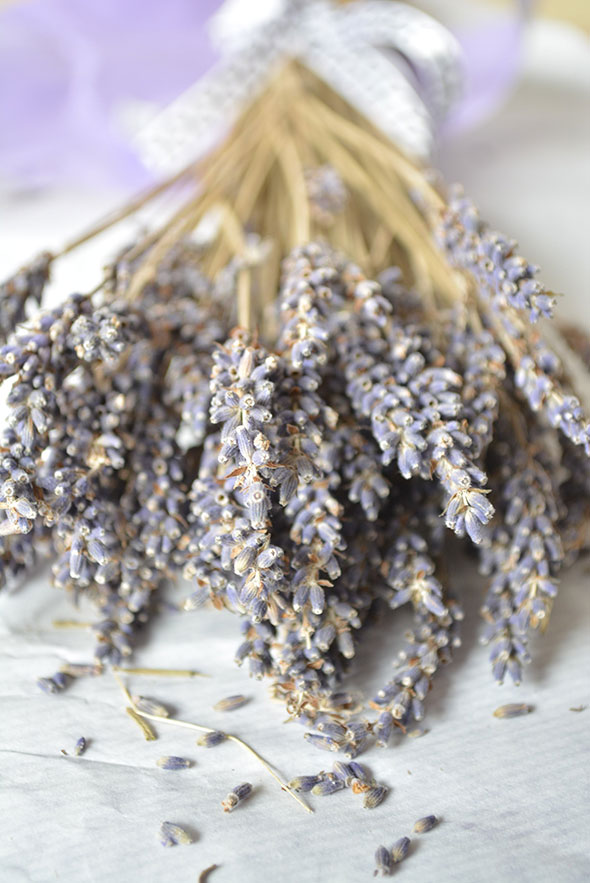
Bouquet de lavande pour parfumer les armoires

Les plantes aromatiques sont un ensemble de plantes utilisées en cuisine et en phytothérapie pour les arômes qu'elles dégagent, et leurs huiles essentielles que l'on peut extraire. Ces plantes aromatiques sont cultivées selon les besoins pour leurs feuilles, tiges, bulbes, racines, graines, fleurs, écorce, etc.
Les arômes qu'elles dégagent résultent de la sécrétion de composés organiques volatils synthétisés dans des cellules situées dans l'appareil végétatif de ces plantes (lorsqu'ils sont sécrétés au niveau des fleurs, on parle alors de plante à parfum).

## Définitions

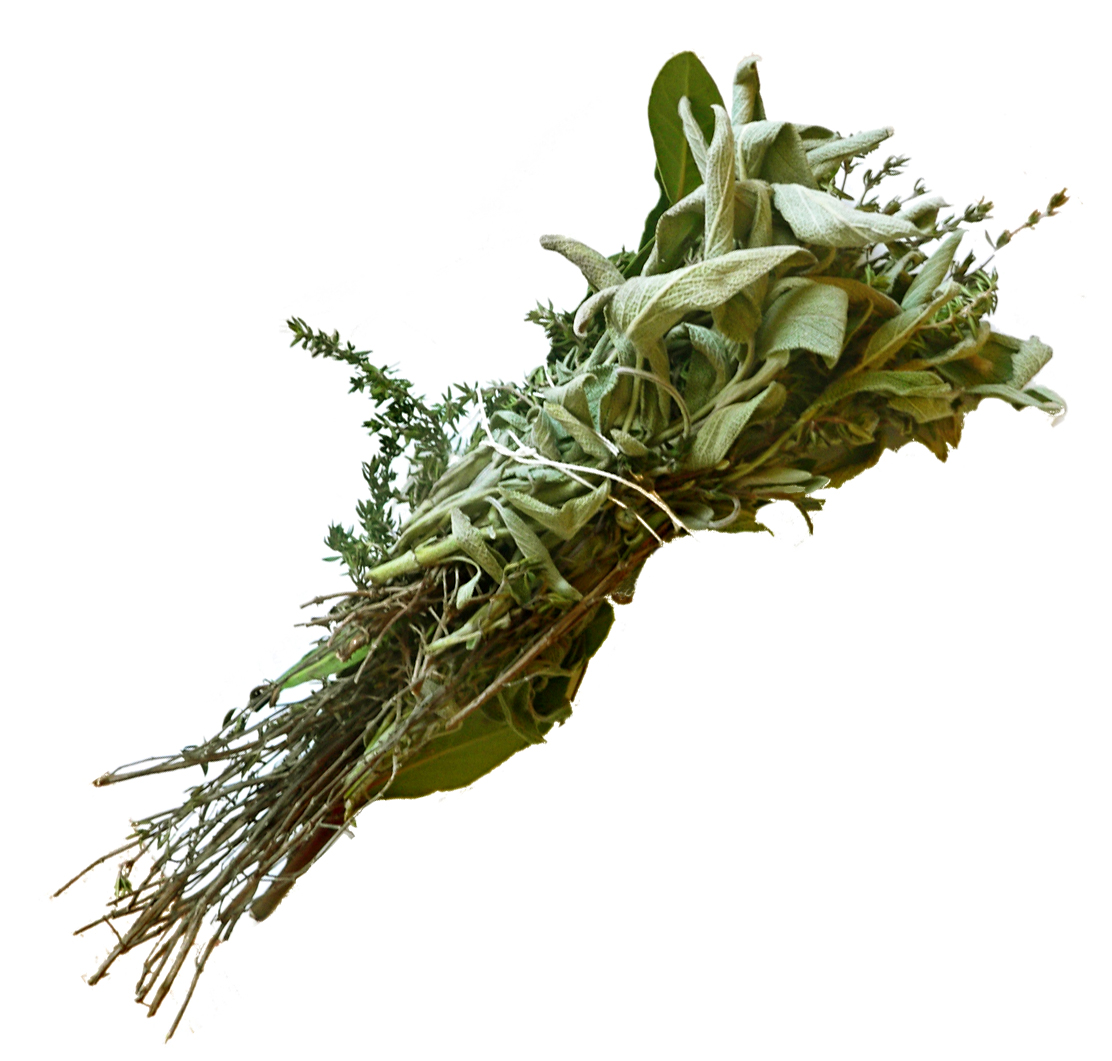
Plantes aromatiques formant un « bouquet garni » à usage culinaire

Les plantes aromatiques comprennent les plantes utilisées comme épices, aromates ou condiments, parfois combinées en mélanges aromatiques. La distinction entre ces trois groupes est confuse et dépend surtout de l'utilisation que l'on va faire de la plante.
Si on suit la terminologie anglophone, les plantes aromatiques peuvent se répartir entre spices « les épices », plantes dont on utilise les parties dépourvues de chlorophylle, et herbes « les herbes », celles dont on utilise les parties vertes.
Le mot condimentaire vient du latin condimentarius, « relatif aux assaisonnements ».
Les herbes aromatiques sont des plantes cultivées dans les jardins potagers ou en grandes cultures maraîchères pour leurs qualités aromatiques, condimentaires ou médicinales. L'expression « fines herbes » peut s'appliquer à toutes les herbes aromatiques, mais désigne plus particulièrement un mélange de quatre d'entre elles : ciboulette, cerfeuil, persil et estragon ou pimprenelle. Le bouquet garni est un ensemble de plantes ficelées ayant pour base le thym et le laurier sauce.

## Types de plantes
Les plantes aromatiques ont des provenances très variées, tant du point de vue géographique que botanique.
De nombreuses plantes nécessitent des conditions d'humidité ou de température bien précises pour offrir toutes leurs propriétés. Ainsi la composition des huiles essentielles de thym varie notablement en fonction des conditions et du lieu de culture.
Certaines sont des plantes herbacées dont on peut consommer tiges et feuilles. D'autres sont des plantes ligneuses qui peuvent être des arbrisseaux, comme la lavande cultivée principalement pour ses fleurs, ou même de véritables arbres, comme le laurier et le kaloupilé dont on récolte le feuillage, ou encore le cannelier de Ceylan recherché pour son écorce.
Certaines sont des plantes vivaces, d'autres sont des plantes bisannuelles ou annuelles, ou cultivées comme telles.

### Herbes fines
Leurs tiges tendres permettent de consommer en assaisonnement toute la partie aérienne, fraîches ou déshydratées, ce qui leur vaut en cuisine le nom de « fines herbes », mais on récolte aussi leurs parties souterraines, leurs fleurs ou leurs graines, selon l'usage.
Elles appartiennent+ principalement à trois familles botaniques : 
- des Alliacées : ail, oignon, échalote, ciboule, ciboulette, ail des ours …
- des Apiacées : angélique, carvi, cerfeuil, persil, livèche, coriandre, cumin, aneth, carotte, céleri, fenouil …
- des Lamiacées (en partie) : mélisse, menthe, basilic, romarin, serpolet…

Quelques herbes fines
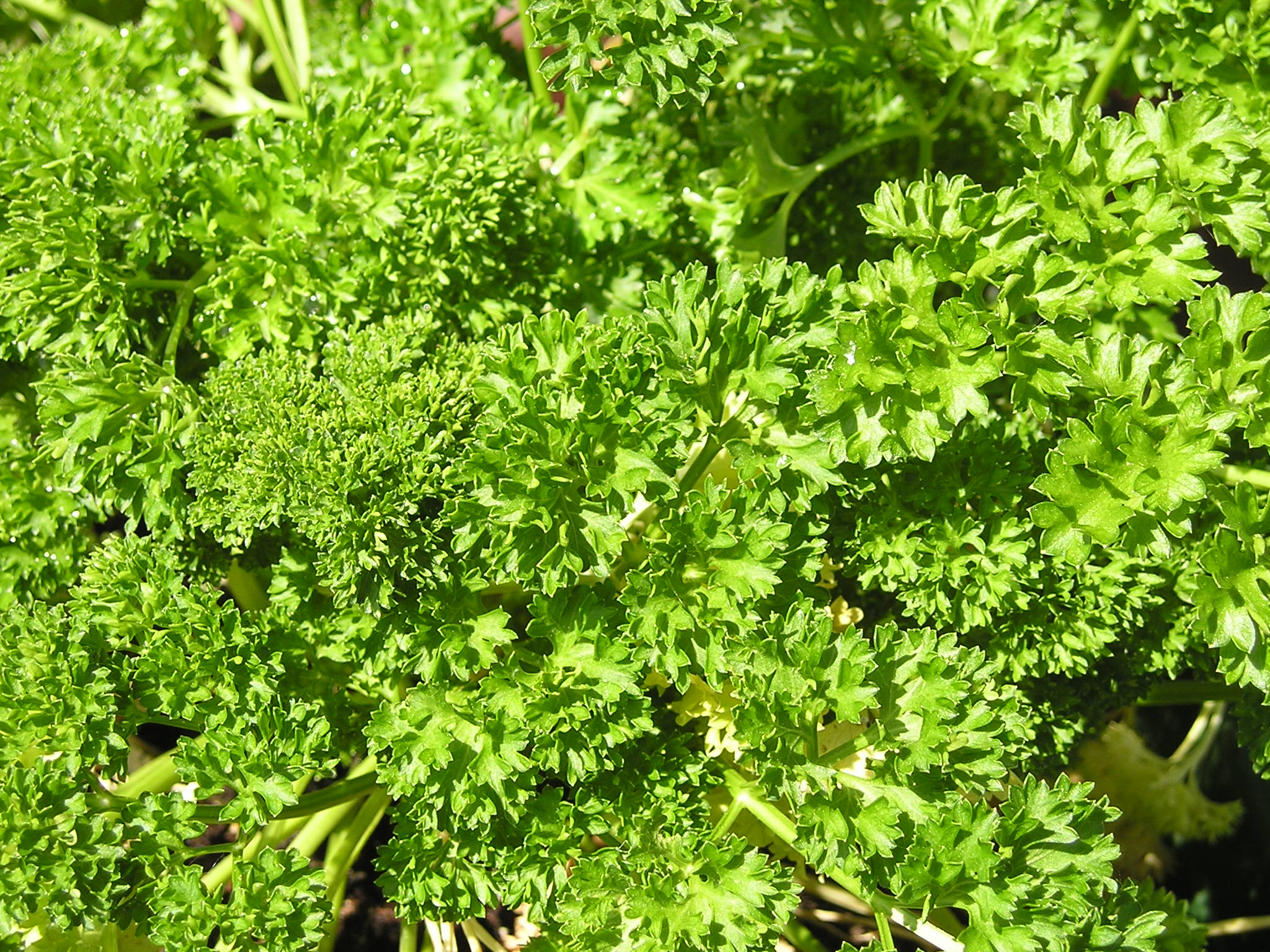
Persil (Petroselinum crispum)
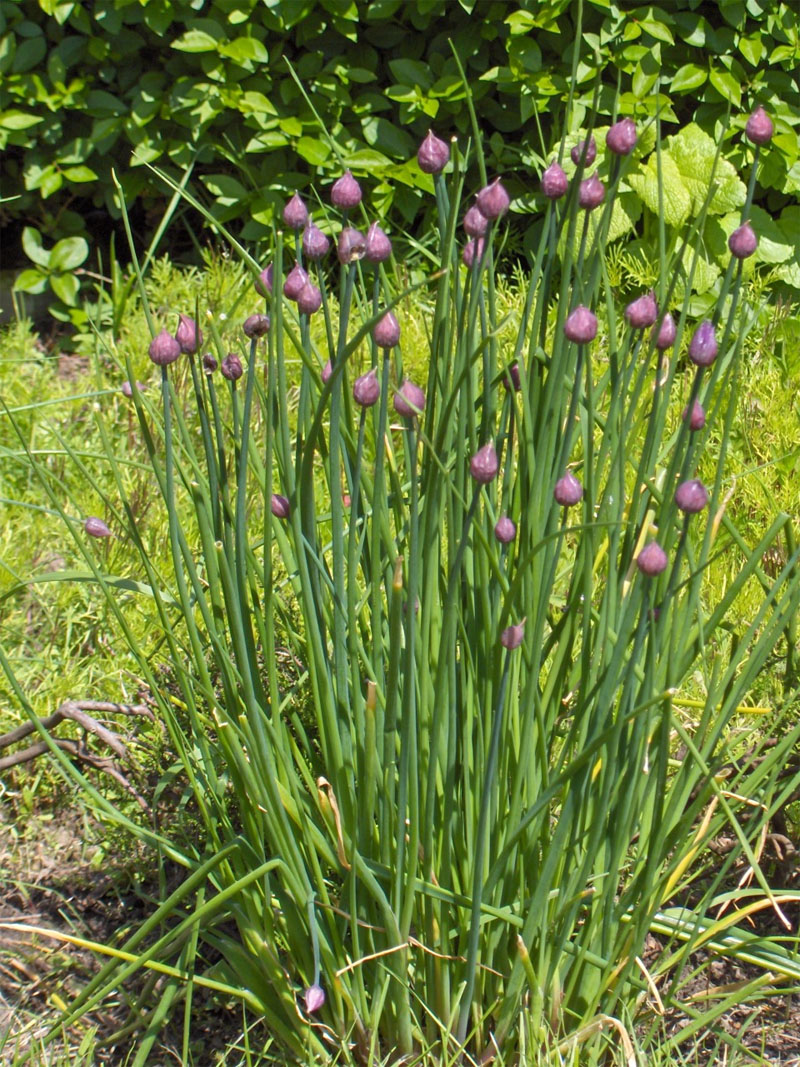
Ciboulette (Allium schoenoprasum)
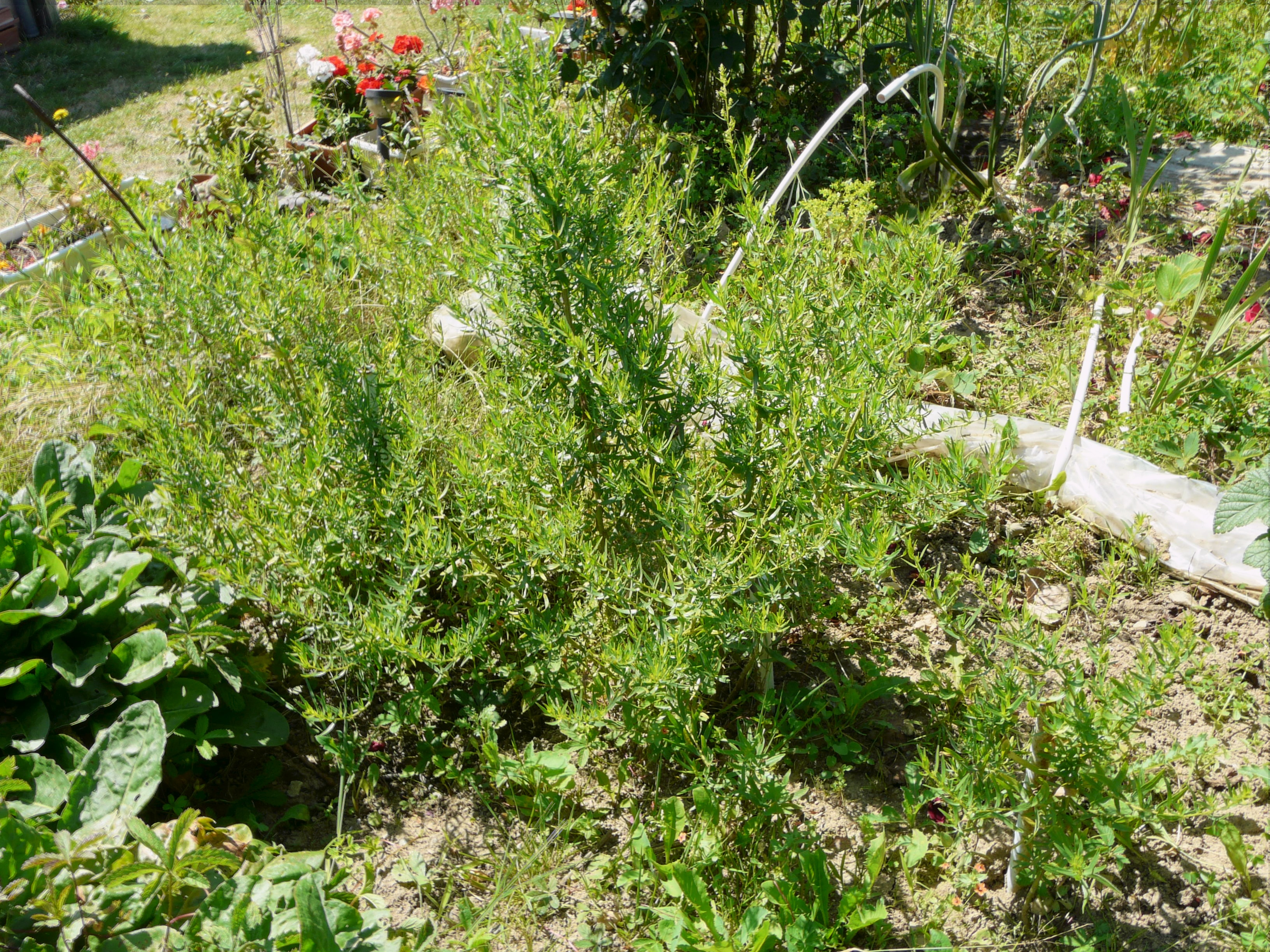
Estragon (Artemisia dracunculus)
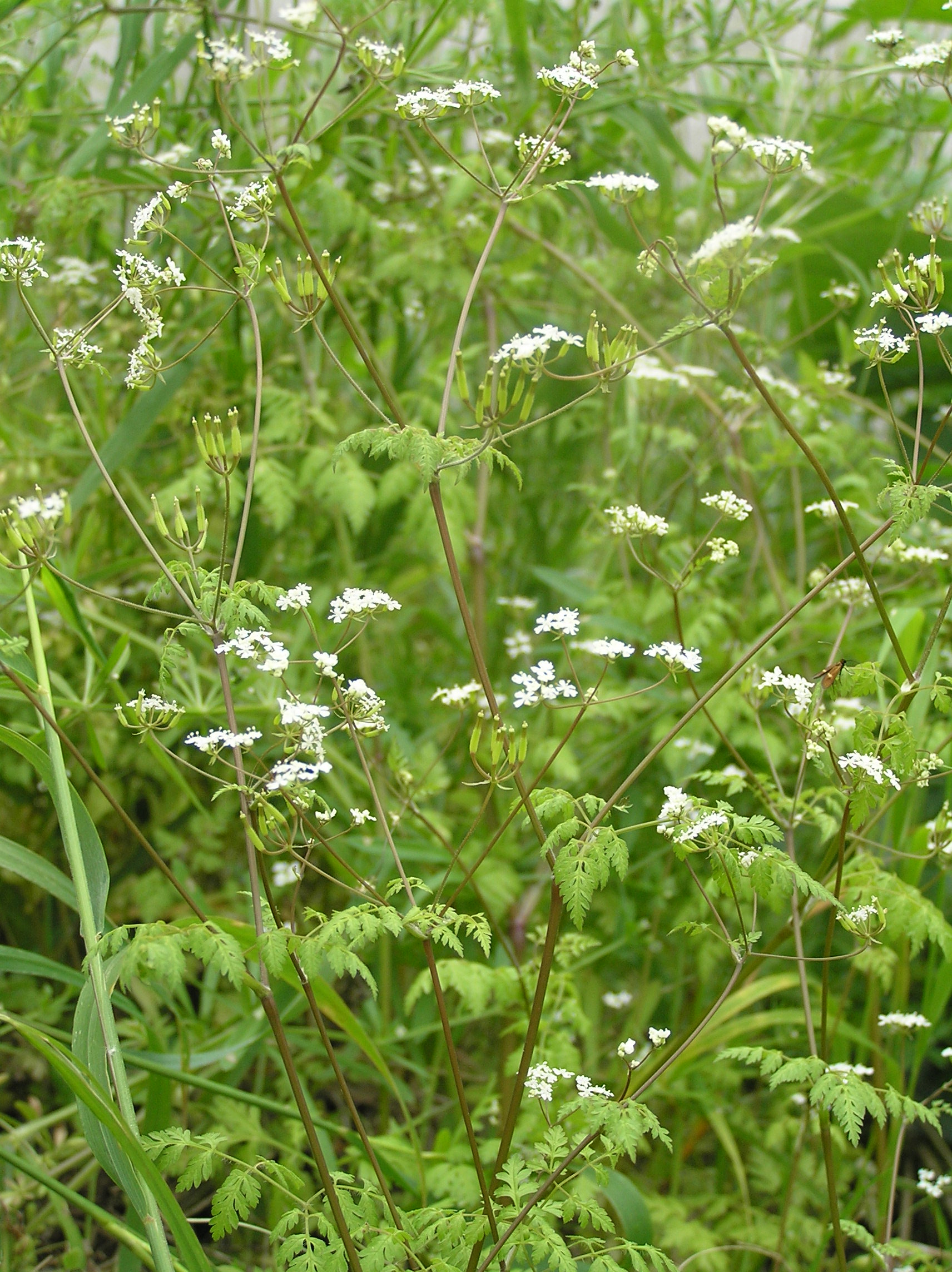
Cerfeuil commun (Anthriscus cerefolium)
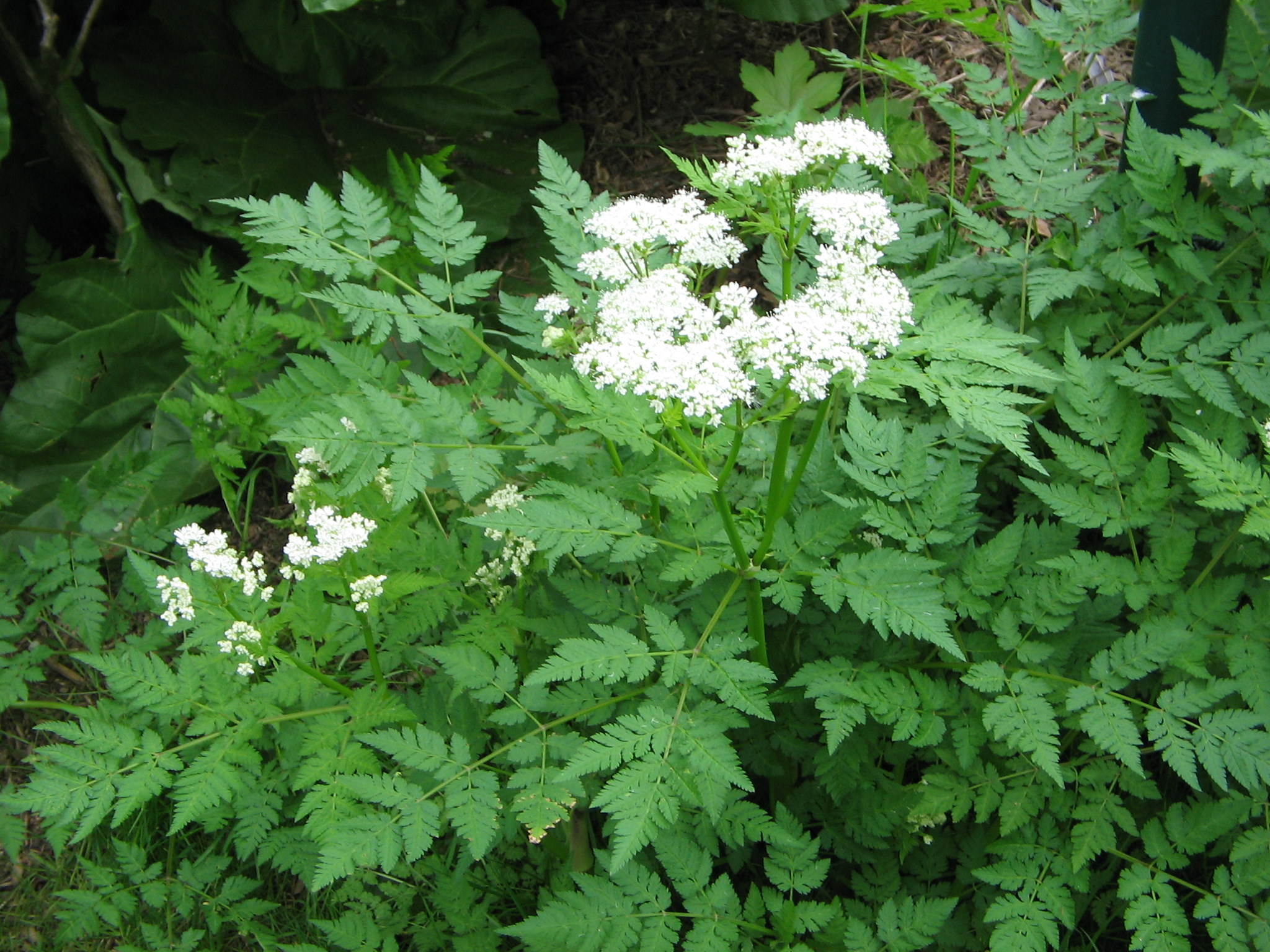
Cerfeuil musqué (Myrrhis odorata)
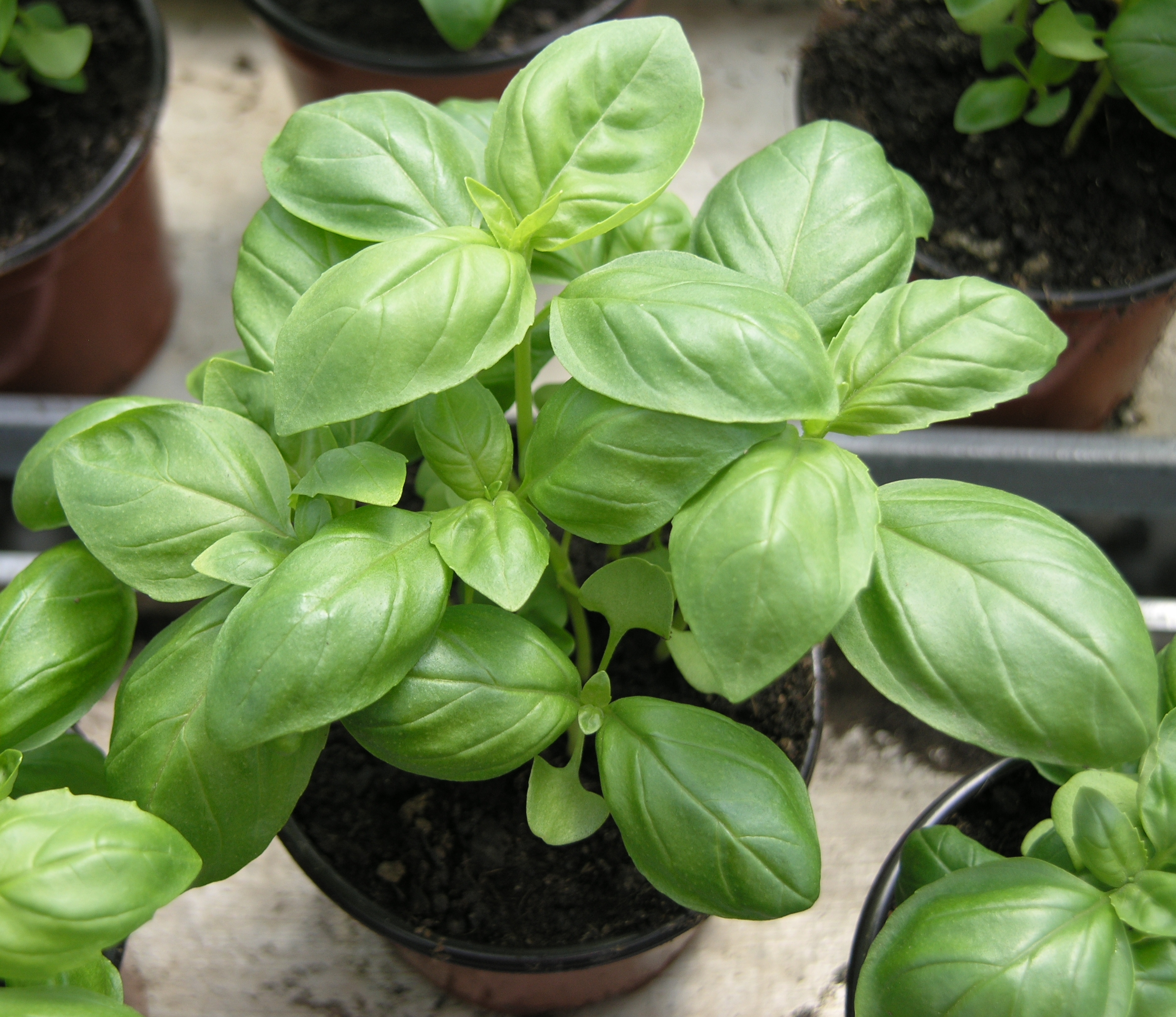
Basilic (Ocimum basilicum)
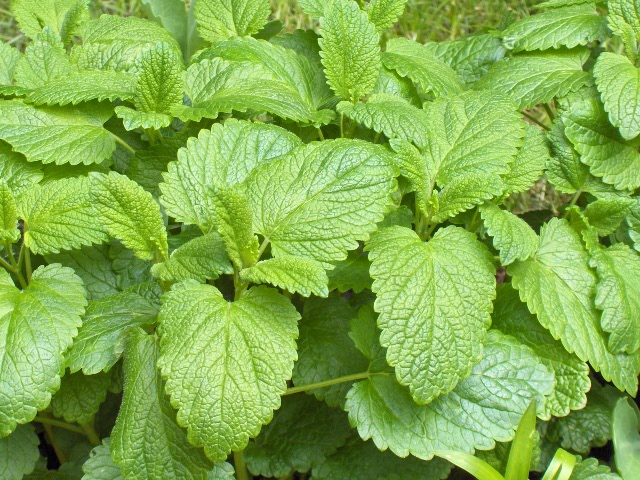
Mélisse officinale (Melissa officinalis)

### Plantes ligneuses
Certaines plantes aromatiques forment des buissons bas à tige ligneuse.
C'est le cas d'une partie des Lamiacées comme le thym, la sauge, la marjolaine, l'origan, la sarriette ou l'hysope qui forment du bois à la base et que l'on récolte généralement au stade de jeunes pousses, sans oublier la lavande dont on récolte les fleurs.

Quelques lamiacées ligneuses
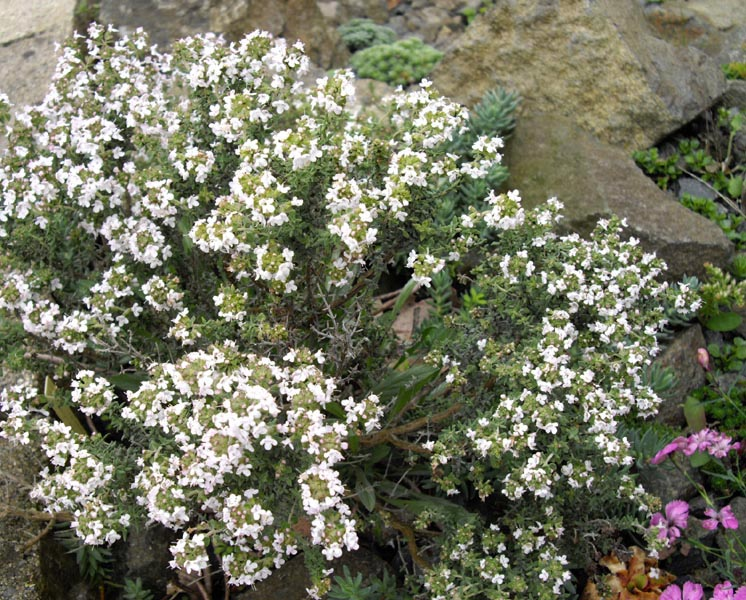
Thym commun
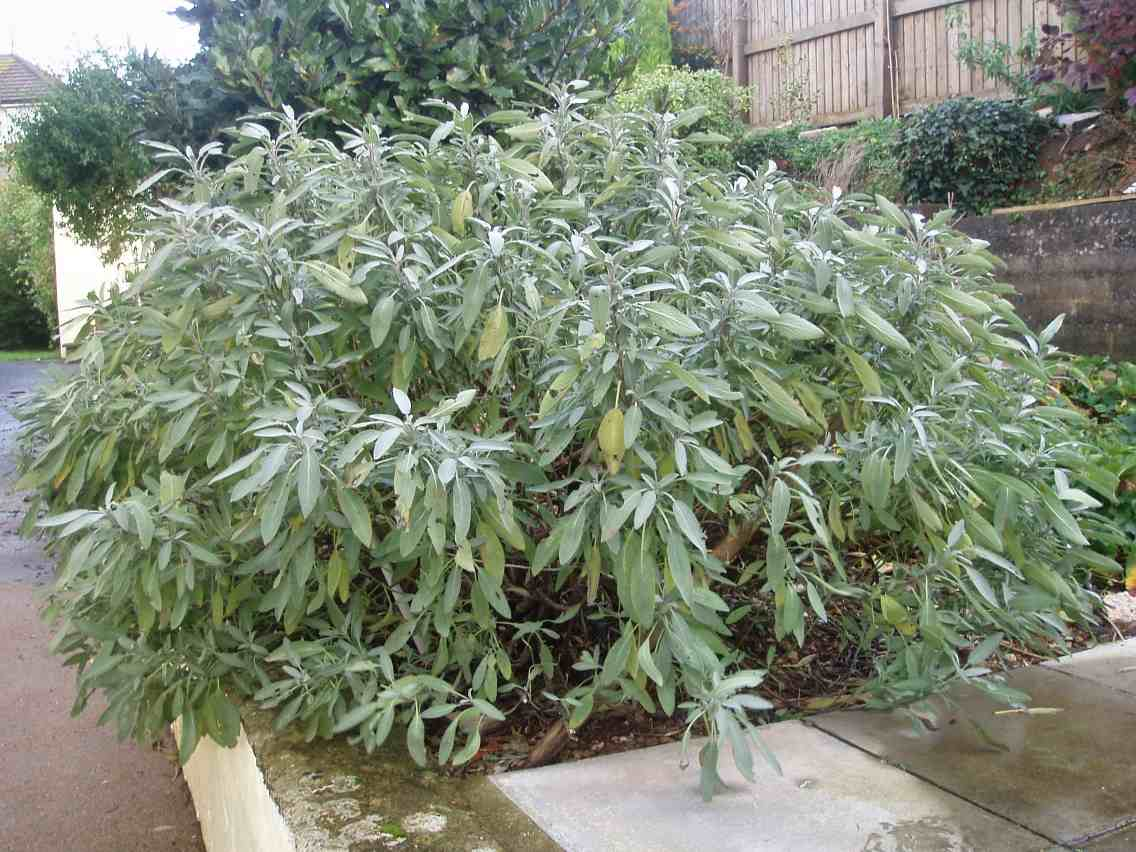
Sauge officinale
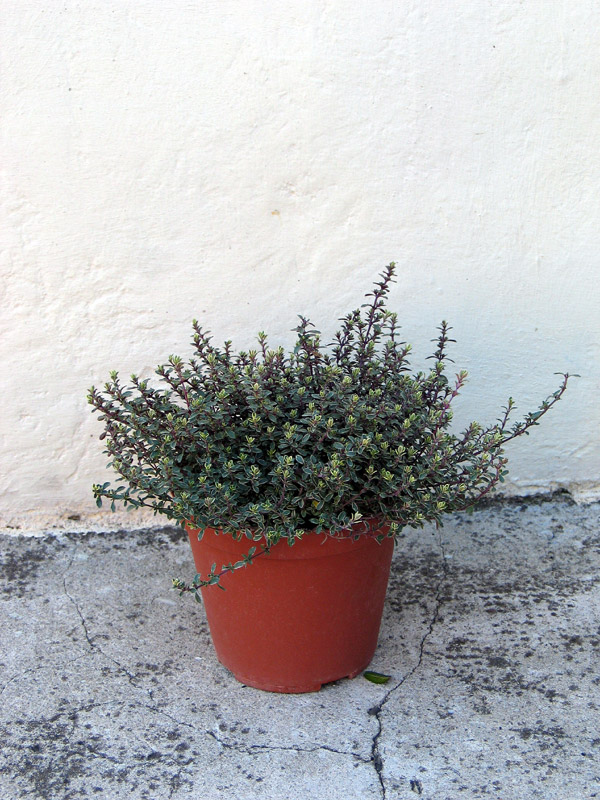
Marjolaine
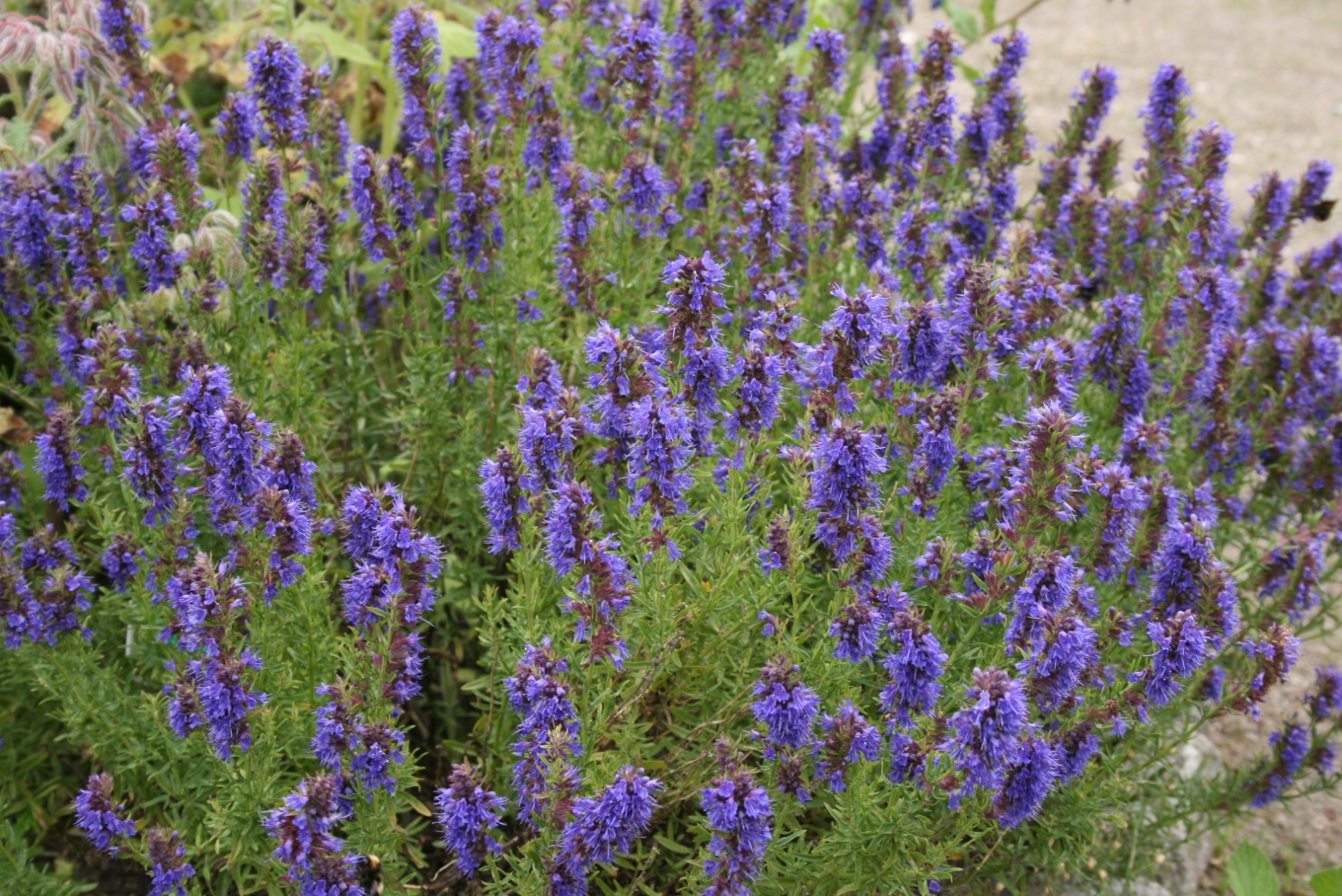
Hysope
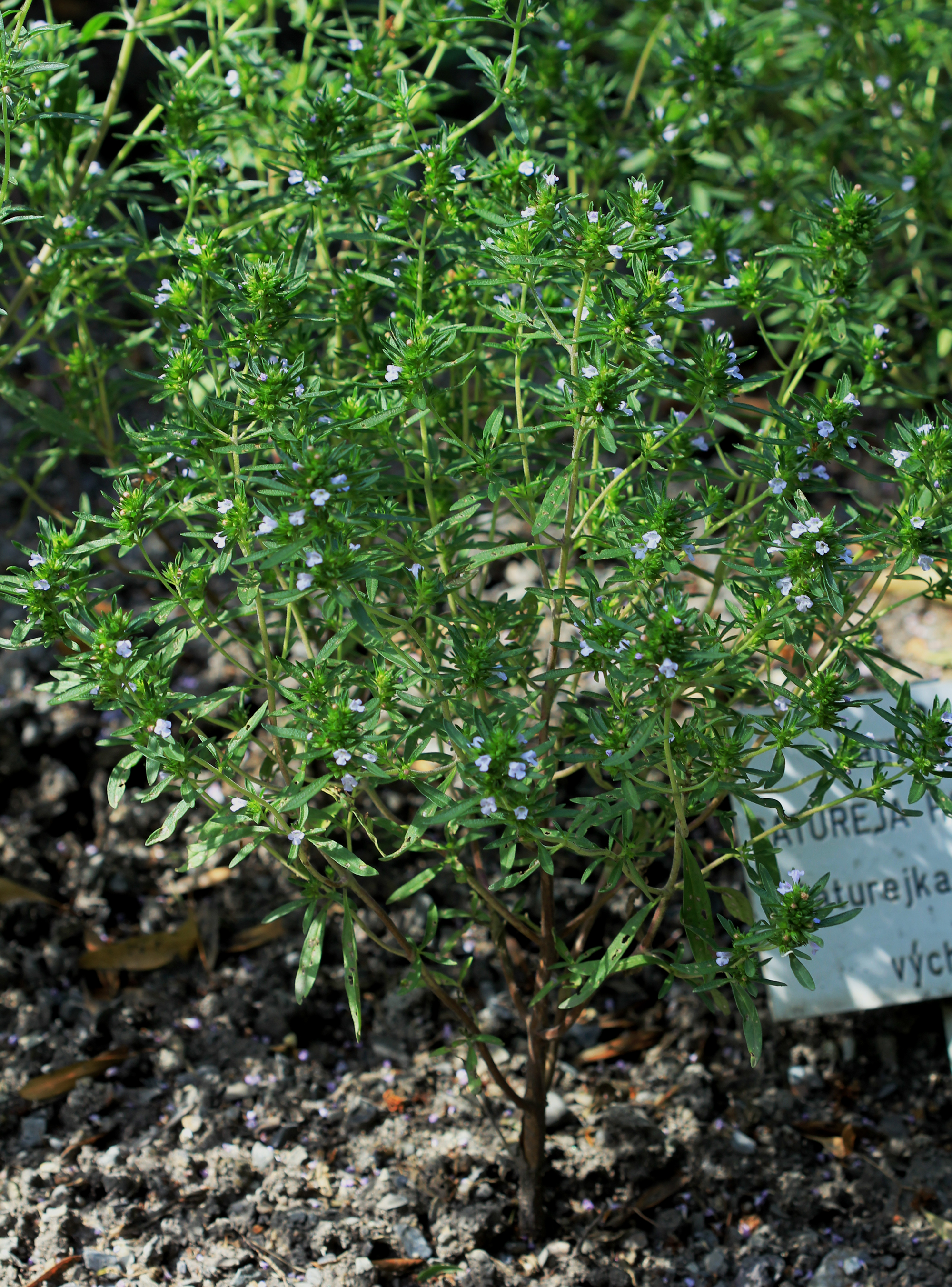
Sarriette
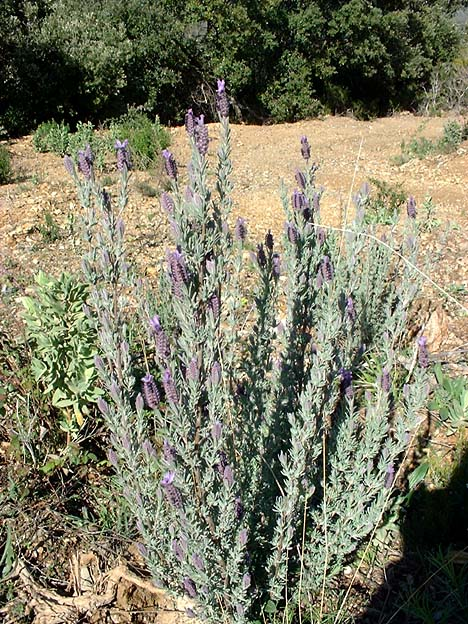
Lavande

Les plantes aromatiques de la famille des Lauraceae deviennent de véritables arbres comme le Laurier sauce, apprécié pour ses feuilles, et les canneliers qui sont cultivées pour leur écorce, notamment le Cannelier de Ceylan (Cinnamomum verum) qui fournit la vraie cannelle.

Quelques arbres aromatiques
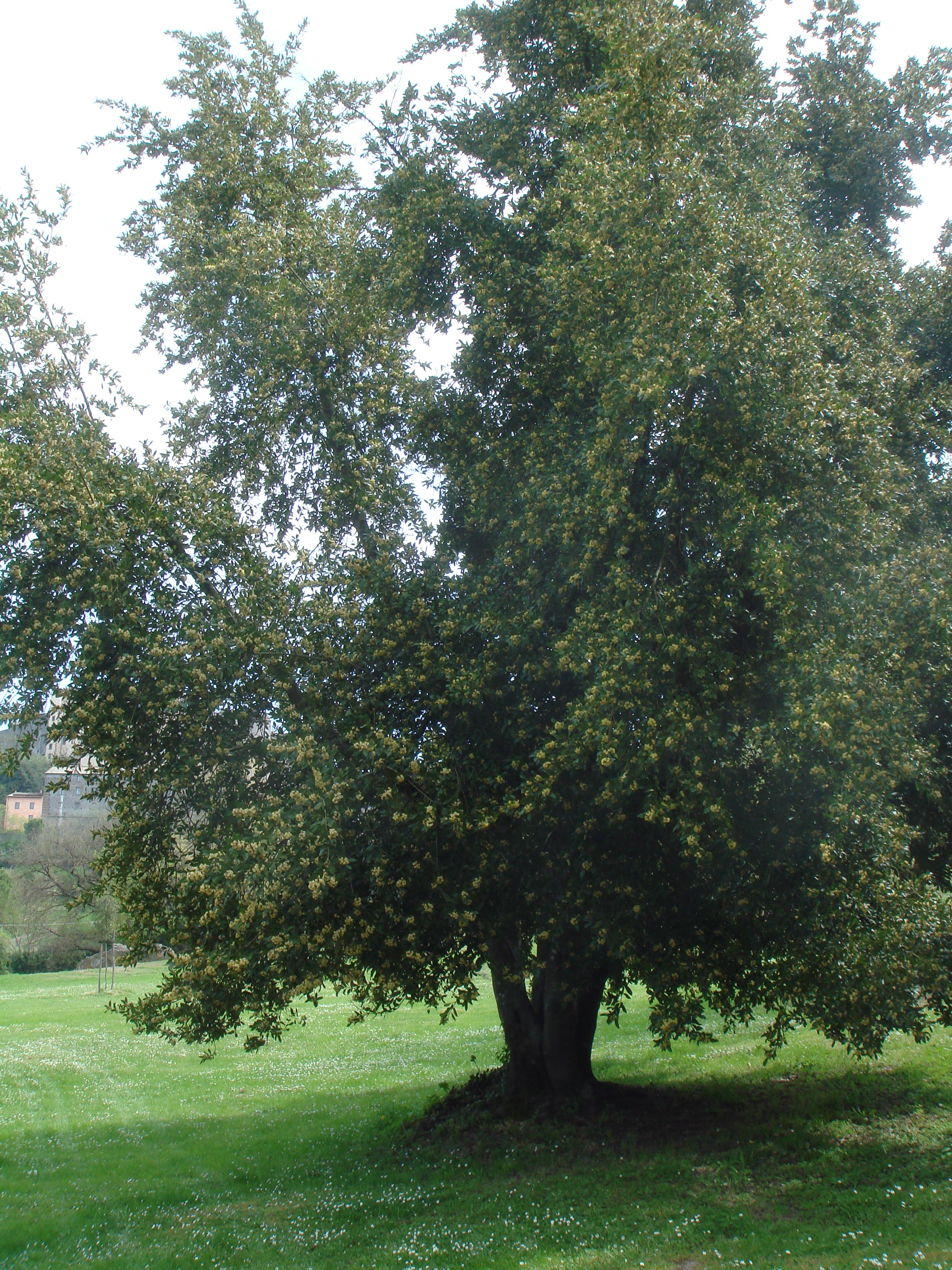
Laurier sauce
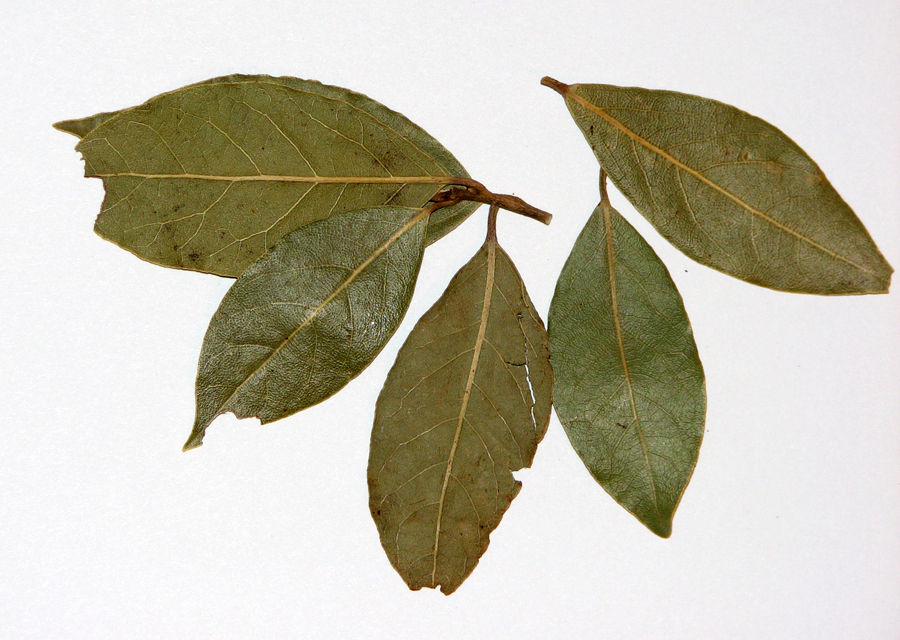
Feuilles de laurier
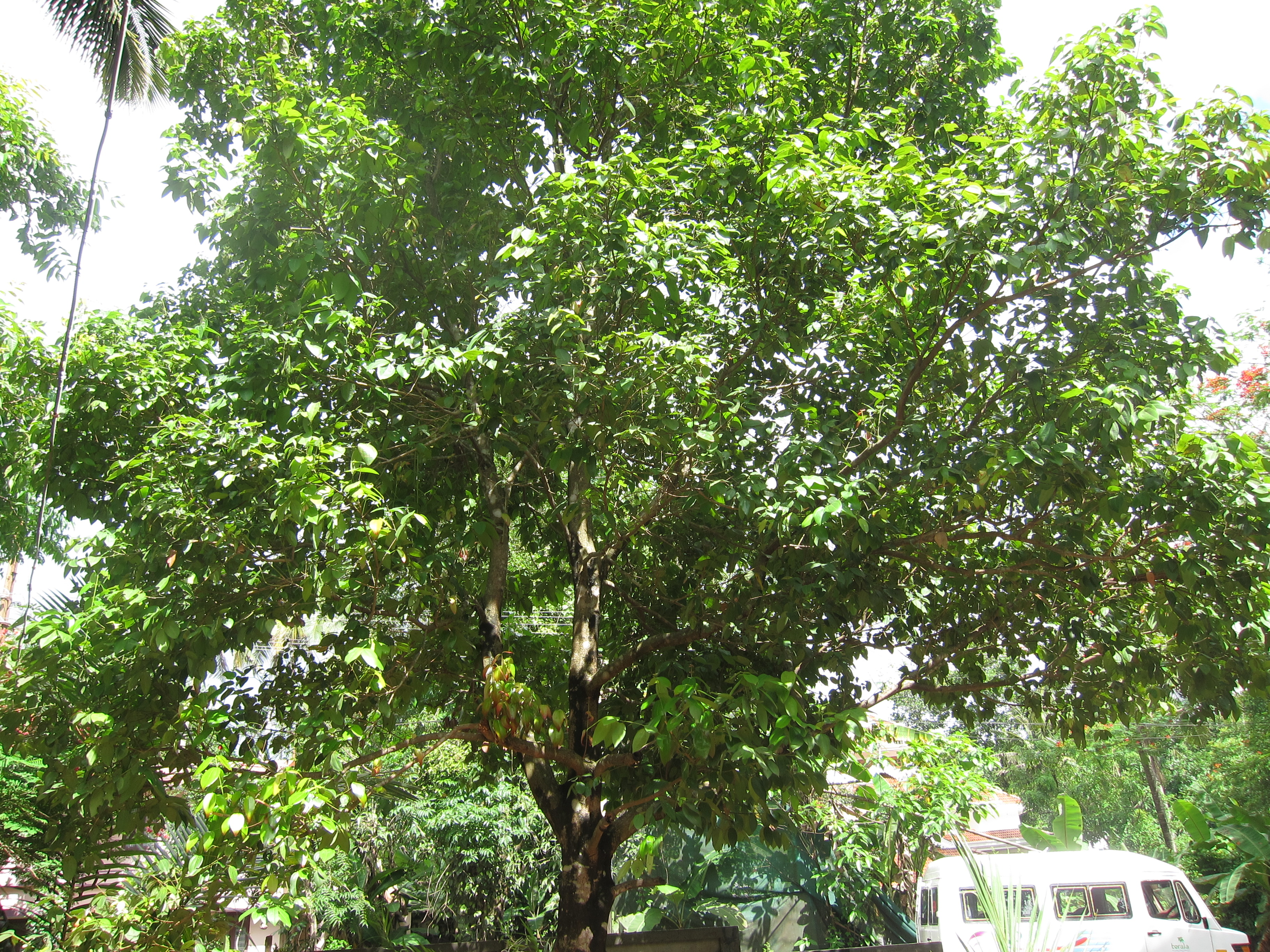
Cannelier de Ceylan
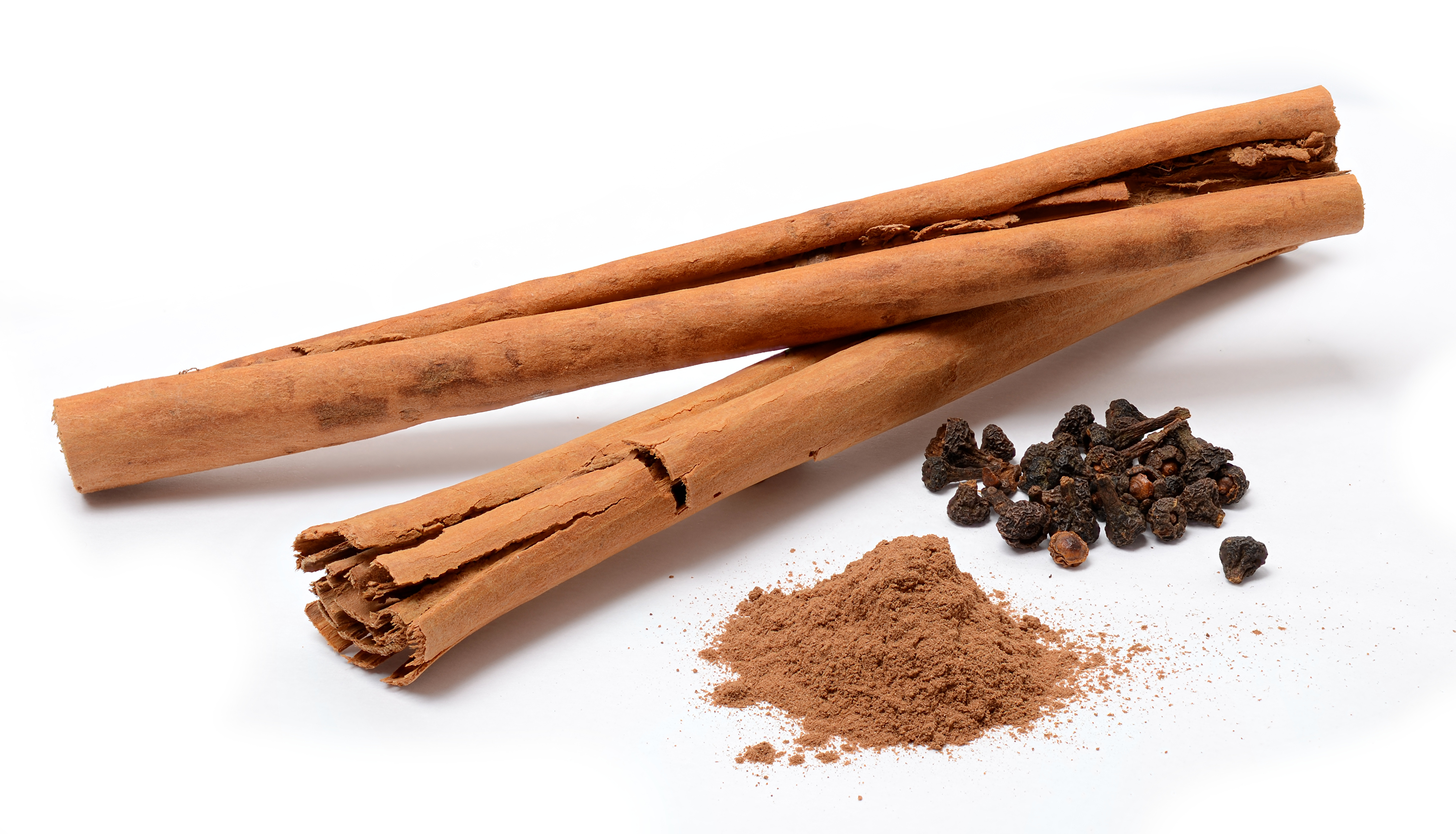
Cannelle

## Liste de plantes aromatiques
Selon E. Teuscher, R. Anton et A. Lobstein
- Agrumes
- Bigaradier
- Cédrat
- Citron
- Ail
- Ail des ours
- Ajowan
- Aneth
- Angélique
- Anis ou anis vert
- Armoise
- Ase fétide
- Aspérule odorante
- Aurone
- Badiane (chinoise) ou anis étoilé
- Basilic
- Bergamote
- Bourrache
- Cannelle
- Câpre
- Capucine
- Cardamome
- Carvi
- Céleri
- Cerfeuil
- Cerfeuil musqué
- Ciboule et ciboule de Chine
- Ciboulette
- Citronnelle
- Coriandre
- Cresson alénois
- Cresson de fontaine
- Cumin
- Curcuma
- Échalote
- Estragon
- Faux-poivre
- Fenouil
- Fenugrec
- Galanga
- Genièvre
- Gingembre
- Girofle
- Houblon
- Hysope
- Laurier-sauce
- Livèche
- Marjolaine
- Mélisse
- Menthes (dont la menthe verte, la menthe bergamote, la menthe odorante, la menthe poivrée, la menthe pouliot, etc.)
- Monarde
- Moutarde blanche
- Moutarde brune
- Muscade
- Nigelle cultivée*
- Oignon
- Origan
- Persil
- Piment de la Jamaïque
- Piments
- Pimprenelle
- Poireau
- Poivres
- Poivre du Sichuan
- Poivre maniguette
- Poivre rose du Brésil
- Poivre rose du Pérou
- Raifort
- Roucou
- Romarin
- Rue officinale
- Safran
- Sarriette
- Sassafras
- Sauge
- Sésame
- Sumac des corroyeurs
- Tamarin
- Tanaisie
- Thym
- Vanille
- Verveine odorante

Auxquels on peut ajouter :
- Ciboule de chine[7]
- Combava[7]
- Coriandre chinoise[7]
- Dap ca[7]
- Kaloupilé[réf. souhaitée]
- Lavande[réf. souhaitée]
- Menthe-coq
- Œillet d'Inde
- Renouée odorante[7]
- Pérille de Nankin (shiso)[7]
- Renouée poivre d'eau[7]
- Serpolet[réf. souhaitée]

## Utilisations
Longtemps les herbes furent peu connues de façon générale, excepté la menthe, le persil et l'ail. Elles n'étaient souvent connues que localement.
Déjà présentes en nombre dans les jardins médiévaux, les plantes aromatiques du « condimentier » ou du jardin médicinal de simples font partie des usages courants, à plusieurs titres.

### Usage culinaire

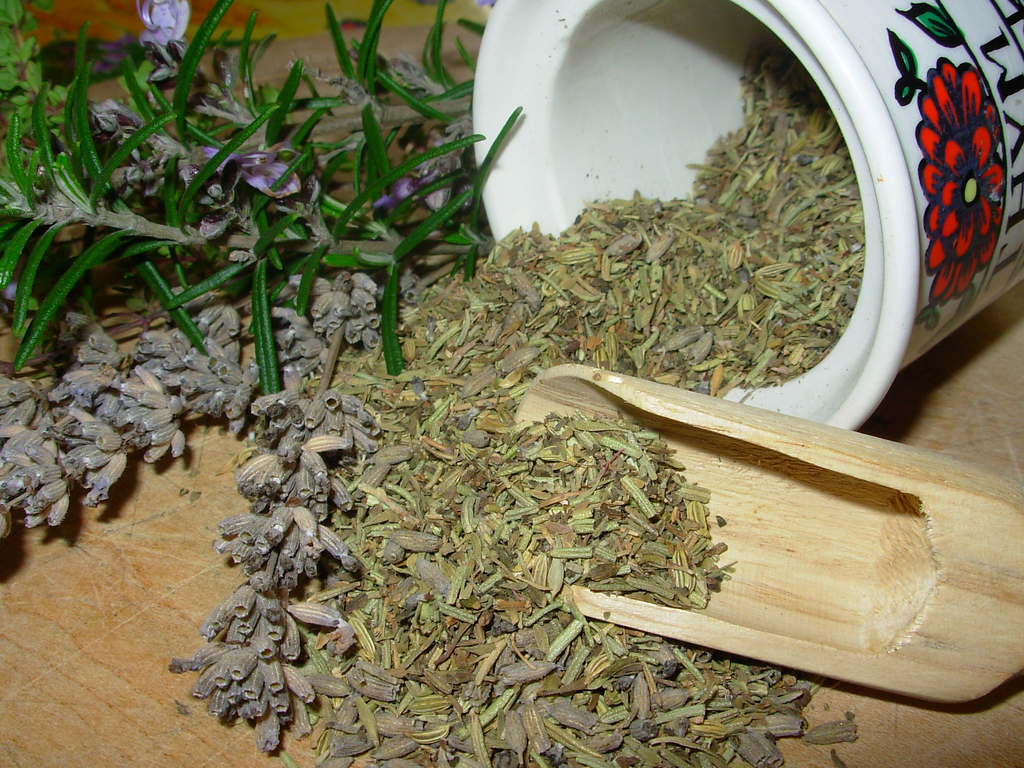
Mélange d'Herbes de Provence

Les plantes aromatiques parfument divers plats.

#### Liste de mélanges
- Bouquet garni
- Fines herbes
- Herbes de Provence
- Quatre-épices

### Boissons
Des plantes aromatiques entrent dans la composition de boissons variées comme les tisanes, sirops ou boissons alcoolisées. Par exemple l'hysope est un ingrédient du pastis, de l'eau de mélisse, de l'absinthe suisse, et surtout de l'élixir de la Grande-Chartreuse et de la bénédictine.

### Phytothérapie

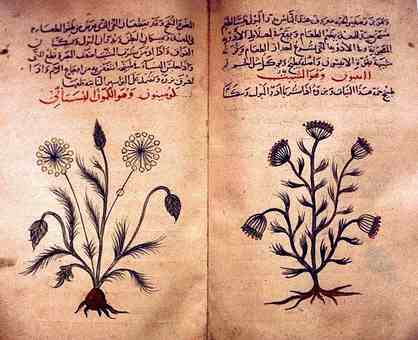
Usage du cumin et de l'aneth dans un manuscrit daté de 1334

Les plantes aromatiques entrent dans la composition de tisanes, potions, cataplasmes et divers autres préparations ou médicaments. Elles font partie des ingrédients de la médecine traditionnelle et de la médecine douce, et sous forme d'extrait, sont utilisées en aromathérapie.

### Cosmétiques
Les plantes aromatiques entrent dans la composition de nombreux produits cosmétiques, sous forme d'huiles essentielles, d'extraits de plante ou d'herbes lyophilisées.

### Produits dérivés

#### Plantes fraîches

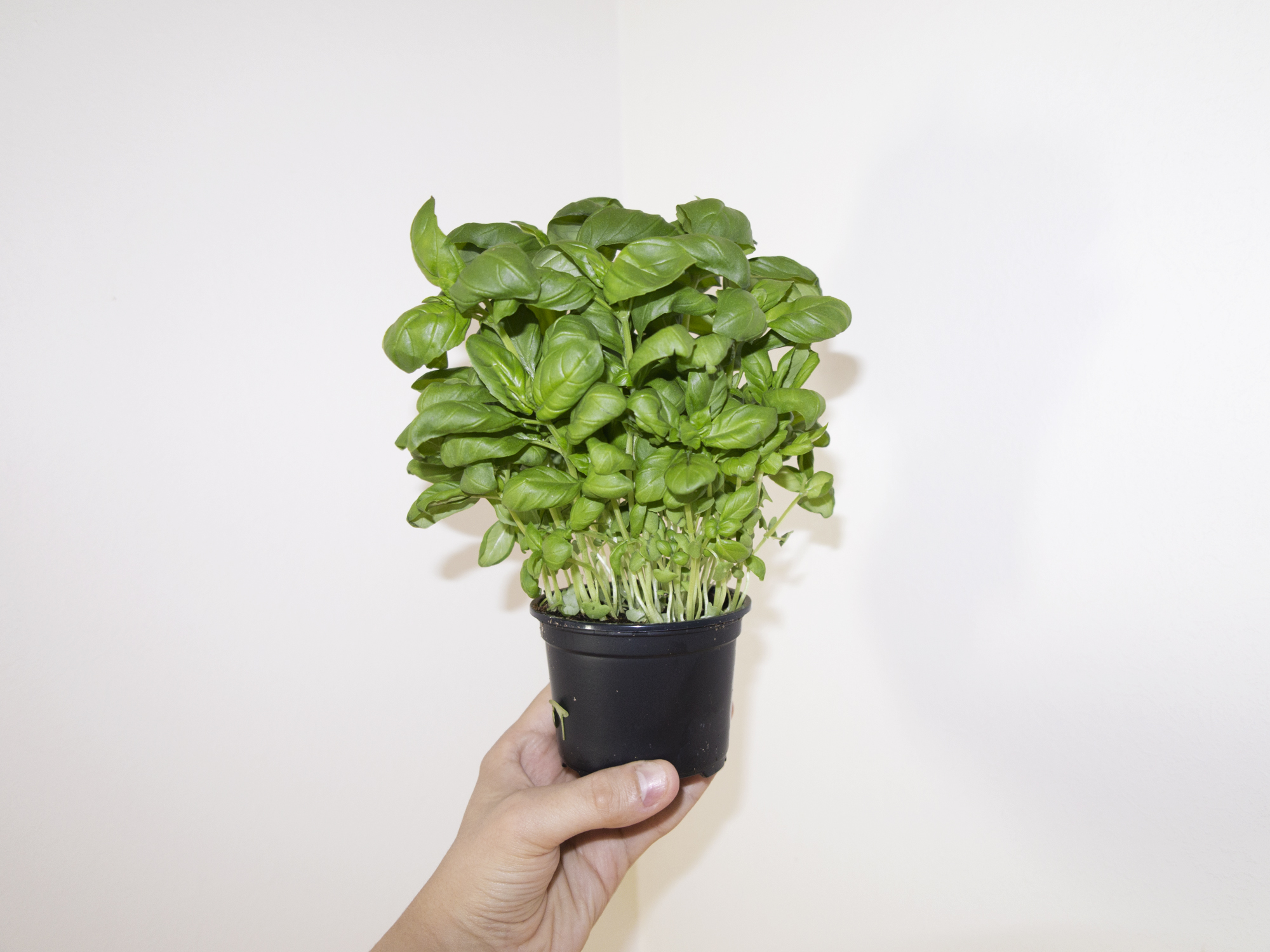
Basilic frais commercialisé en pot

Elles sont vendues en bouquets ou bien cultivées et commercialisées en pots, à replanter en terre ou à utiliser directement.

#### Plantes sèches
Les herbes aromatiques séchées ou lyophilisées ont un arôme plus fort et doivent être utilisées avec parcimonie. Elles ont en outre généralement perdu leurs vitamines, qui sont fragiles et s'altèrent rapidement.
Réduites en poudre et conditionnées, elles entrent dans la composition de préparations variées.

## Économie
En France les achats de plants d'espèces aromatiques augmentent assez régulièrement.
Les principales espèces concernées sont : le basilic, le persil, le thym, la ciboulette et la menthe.
Près de 20 millions de plants sont acquis pour un montant de près de  à près de  50 millions d'euros à un prix moyen de 2,50 €.